# Dairellidae
Dairellidae é uma família de anfípodes pertencentes à ordem Amphipoda.
Género:
- Dairella Bovallius, 1887